# Samuela Comola
Samuela Comola (* 30. April 1998 in Aosta) ist eine italienische Biathletin.

## Sportliche Laufbahn
Comola begann 2009 mit Biathlon. 2016 trat sie bei den Olympischen Jugend-Winterspielen an. Im IBU-Cup startete sie erstmals in der Saison 2018/19. Ihr Debüt im Weltcup feierte sie beim 1. Biathlon-Weltcup der Saison 2021/22 im schwedischen Östersund. Beim Weltcup in Kontiolahti gelang ihr in der Frauenstaffel zusammen mit Dorothea Wierer, Federica Sanfilippo und Lisa Vittozzi ihr erster Podestplatz, sie erreichten den dritten Rang. Sie nahm im gleichen Jahr auch an den Olympischen Winterspielen in Peking teil, wo sie mit der Staffel den 5. und in der Verfolgung den 37. Rang erreichte.

## Statistiken

### Weltcupplatzierungen
Die Tabelle zeigt alle Platzierungen (je nach Austragungsjahr einschließlich Olympische Spiele und Weltmeisterschaften).
- 1.–3. Platz: Anzahl der Podiumsplatzierungen
- Top 10: Anzahl der Platzierungen unter den ersten zehn (einschließlich Podium)
- Punkteränge: Anzahl der Platzierungen innerhalb der Punkteränge (einschließlich Podium und Top 10)
- Starts: Anzahl gelaufener Rennen in der jeweiligen Disziplin
- Staffel: inklusive Mixed- und Single-Mixed-Staffeln

| Platzierung               | Einzel | Sprint | Verfolgung | Massenstart | Staffel | Gesamt |
| ------------------------- | ------ | ------ | ---------- | ----------- | ------- | ------ |
| 1. Platz                  |        |        |            |             |         |        |
| 2. Platz                  |        |        |            |             |         |        |
| 3. Platz                  |        |        |            |             | 3       | 3      |
| Top 10                    |        |        |            |             | 14      | 14     |
| Punkteränge               | 4      | 9      | 12         |             | 17      | 42     |
| Starts                    | 8      | 22     | 16         |             | 17      | 63     |
| Stand: Saisonende 2023/24 |        |        |            |             |         |        |

### Weltcupwertungen
Ergebnisse bei Biathlon-Weltcups (Disziplinen- und Gesamtweltcup) gemäß Punktesystem:
| Saison  | Einzel | Einzel | Sprint | Sprint | Verfolgung | Verfolgung | Massenstart | Massenstart | Gesamt | Gesamt |
| Saison  | Platz  | Punkte | Platz  | Punkte | Platz      | Punkte     | Platz       | Punkte      | Platz  | Punkte |
| ------- | ------ | ------ | ------ | ------ | ---------- | ---------- | ----------- | ----------- | ------ | ------ |
| 2021/22 | –      | 0      | 87.    | 03     | 61.        | 015        | –           | –           | 87.    | 018    |
| 2022/23 | 49.    | 16     | 45.    | 47     | 25.        | 075        | –           | –           | 37.    | 138    |
| 2023/24 | 40.    | 29     | 32.    | 71     | 34.        | 063        | –           | –           | 37.    | 163    |
| 2024/25 | 24.    | 43     | 41.    | 58     | 23.        | 102        | 28.         | 55          | 30.    | 258    |

### Olympische Winterspiele
Die Tabelle zeigt alle Platzierungen bei Olympischen Winterspielen:
| Olympische Winterspiele | Olympische Winterspiele | Einzelwettbewerbe | Einzelwettbewerbe | Einzelwettbewerbe | Einzelwettbewerbe | Staffelwettbewerbe | Staffelwettbewerbe |
| Jahr                    | Ort                     | Einzel            | Sprint            | Verfolgung        | Massenstart       | Frauenstaffel      | Mixed-Staffel      |
| ----------------------- | ----------------------- | ----------------- | ----------------- | ----------------- | ----------------- | ------------------ | ------------------ |
| 2022                    | Peking                  | –                 | 57.               | 37.               | –                 | 5.                 | –                  |

### Weltmeisterschaften
Die Tabelle zeigt alle Platzierungen bei Weltmeisterschaften:
| Weltmeisterschaften | Weltmeisterschaften | Einzelwettbewerbe | Einzelwettbewerbe | Einzelwettbewerbe | Einzelwettbewerbe | Staffelwettbewerbe | Staffelwettbewerbe | Staffelwettbewerbe |
| Jahr                | Ort                 | Einzel            | Sprint            | Verfolgung        | Massenstart       | Frauenstaffel      | Mixed-Staffel      | S.-M.-Staffel      |
| ------------------- | ------------------- | ----------------- | ----------------- | ----------------- | ----------------- | ------------------ | ------------------ | ------------------ |
| 2023                | Oberhof             | 04.               | 46.               | 42.               | 10.               | 01.                | –                  | –                  |
| 2024                | Nové Město          | 21.               | 37.               | 23.               | –                 | 11.                | –                  | –                  |
| 2025                | Lenzerheide         | 15.               | –                 | –                 | –                 | 07.                | –                  | –                  |

### Europameisterschaften
Die Tabelle zeigt alle Platzierungen bei Europameisterschaften: 
| Weltmeisterschaften | Weltmeisterschaften | Einzelwettbewerbe | Einzelwettbewerbe | Einzelwettbewerbe | Staffelwettbewerbe | Staffelwettbewerbe |
| Jahr                | Ort                 | Einzel            | Sprint            | Verfolgung        | Mixed-Staffel      | S.-M.-Staffel      |
| ------------------- | ------------------- | ----------------- | ----------------- | ----------------- | ------------------ | ------------------ |
| 2019                | Minsk-Raubitschy    | 74.               | 53.               | 41.               | 8.                 | –                  |

### Olympische Jugend-Winterspiele
Die Tabelle zeigt alle Platzierungen bei Olympischen Jugend-Winterspielen:
| Olympische Winterspiele | Olympische Winterspiele | Einzelwettbewerbe | Einzelwettbewerbe | Staffelwettbewerbe | Staffelwettbewerbe |
| Jahr                    | Ort                     | Sprint            | Verfolgung        | Mixed-Staffel      | S.-M.-Staffel      |
| ----------------------- | ----------------------- | ----------------- | ----------------- | ------------------ | ------------------ |
| 2016                    | Lillehammer             | 6.                | 5.                | 03.                | 11.                |

### Juniorenweltmeisterschaften
Die Tabelle zeigt alle Platzierungen bei Juniorenweltmeisterschaften: 
| Weltmeisterschaften | Weltmeisterschaften | Einzelwettbewerbe | Einzelwettbewerbe | Einzelwettbewerbe | Frauenstaffel |
| Jahr                | Ort                 | Einzel            | Sprint            | Verfolgung        | Frauenstaffel |
| ------------------- | ------------------- | ----------------- | ----------------- | ----------------- | ------------- |
| 2017                | Osrblie             | 7.                | 03.               | 03.               | 03.           |
| 2019                | Osrblie             | 8.                | 25.               | 14.               | 04.           |
| 2020                | Lenzerheide         | 6.                | 09.               | 12.               | 12.           |